# میسیسیپی (فیلم)
میسیسیپی (انگلیسی: Mississippi) فیلمی در ژانر کمدی، کمدی رمانتیک، و موزیکال به کارگردانی ای ادوارد سادرلند و وسلی راگلز است که در سال ۱۹۳۵ منتشر شد.

## بازیگران
- بینگ کرازبی
- دبلیو. سی. فیلدز
- جوآن بنت
- گیل پاتریک
- پال هرست
- جی. پی. مک‌گوان
- ان شرایدن
- جروم استورم
- مابل وان برن
- چارلز کینگ
- رابرت مکنزی
- لو کلی
- جرج لوید
- جین روورال
- اسکار اسمیت